# Il capestro degli Asburgo
Il capestro degli Asburgo (titolo alternativo:Vittima dell'ideale) è un film muto italiano del 1915 diretto e interpretato da Gustavo Serena.